# Rescue Me!
Rescue Me! (れすきゅーME!) là một loạt manga được thực hiện bởi Yoshiharu Makita. Tạp chí Champion RED Ichigo của Akita Shoten vừa phát sóng một đoạn video giới thiệu cho anime chuyển thể này. Bản chuyển thể anime OVA một tập trên đĩa Blu-ray được phát hành vào ngày 20 tháng 6 năm 2013 và kèm theo phiên bản giới hạn của tập manga thứ 3. OVA do Keiichiro Kawaguchi làm đạo diễn và Satoshi Isono phụ trách thiết kế các nhân vật. Yutaka Mukumoto làm đạo diễn hình ảnh và Haruko Nobori thực hiện chỉnh màu. Satoshi Isono đóng vai trò đạo diễn hoạt họa.

## Cốt truyện
Cốt truyện manga xoay quanh Mizutani Masayuki, một học sinh phổ thông bình thường có cha mẹ đang bận công việc ở nước ngoài. Một ngày nọ, Shimizu Sayaka, Bạn cùng lớp của cậu đột nhiên chuyển tới sống cùng cậu với tư cách một người giúp việc rất thích quấy rối, và thường dẫn tới những tình cảnh ecchi dở khóc dở cười. Từ ngày đó, Masayuki thấy mình phải đối phó với Sayaka, cùng các nhân vật khác như bà dì trẻ con Takamura Yuka hay gọi cậu là "Onii-chan", người yêu của Yuka là cô nàng yandere Takagi Mai rất ghét Masayuki, và cả đàn em là Ozono Anna với trí tưởng tượng quái đản về mối quan hệ giữa Masayuki và Sayaka cùng cậu bạn ghen ăn tức ở Matsushita.

## Nhân vật
Mizutani Masayuki (水谷 正行 Thủy Cốc Chính Hành)
Lồng tiếng bởi: Ryōta Ōsaka
Shimizu Sayaka (清水 さやか Thanh Thủy Sayaka)
Lồng tiếng bởi: Mayuka Nomura
Takamura Yuka (篁 結花 Hoàng Kết Hoa)
Lồng tiếng bởi: Natsumi Takamori
Takagi Mai (高木 麻衣 Cao Mộc Lâm Y)
Lồng tiếng bởi: Fukumi Matsumoto
Ozono Anna (小園 杏奈 Tiểu Viên Hạnh Nại)
Lồng tiếng bởi: Marie Miyake
Matsushita (松下 Tùng Hạ)
Lồng tiếng bởi: Kazuyuki Okitsu

## Truyền thông

### Manga
| #                  | Ngày phát hành       | ISBN              |
| ------------------ | -------------------- | ----------------- |
| 01                 | 19 tháng 3 năm 2010  | 978-4-2532-3443-6 |
| 02                 | 18 tháng 11 năm 2011 | 978-4-2532-3444-3 |
| 03                 | 20 tháng 6 năm 2013  | 978-4-2532-3445-0 |
| 03 Limited Edition | 20 tháng 6 năm 2013  | 978-4-2531-8182-2 |